# Сашипенгу Нунда, Жералду
Жералду Сашипенгу Нунда (порт. Geraldo Sachipengo Nunda; 13 сентября 1952, Ньяреа) — ангольский военный, участник гражданской войны, национальный политический комиссар вооружённых сил УНИТА. В 1993 году перешёл на сторону правительства МПЛА. В 2010—2018 — начальник генерального штаба вооружённых сил Анголы. С 2020 — посол Анголы в Великобритании

## Повстанческий комиссар
Родился в семье крестьян-овимбунду. Примкнул к повстанческому движению УНИТА, выдвинулся в окружении Жонаша Савимби. Во время гражданской войны участвовал в боях с правительственными войсками МПЛА и легендарном Longa Marcha. Имел звание капитана партизанской армии УНИТА — Вооружённых сил освобождения Анголы (ФАЛА).
Жералду Сашипенгу Нунда был назначен национальным политкомиссаром ФАЛА. Организовал эффективную систему военно-политического контроля на основе идеологии УНИТА.
В 1991 году были подписаны Бисесские соглашения о мирном урегулировании в Анголе. Однако процесс оказался сорван Резнёй Хэллоуин в 1992. УНИТА возобновила войну с правительством МПЛА. Однако Жералду Сашипенгу Нунда принял другое решение: в 1993 он перешёл на сторону властей. Этому способствовал отказ режима МПЛА от коммунистической идеологии.

## Правительственный генерал
Жералду Сашипенгу Нунда занял пост заместителя начальника генерального штаба вооружённых сил Анголы (ФАА). После того, как 22 февраля 2002 был убит Жонаш Савимби, бывший комиссар его армии представлял правительственную сторону на переговорах с бывшими соратниками. 15 марта Сашипенгу Нунда заявил о «несомненном установлении мира». 4 апреля 2002 при его участии был согласован и подписан Меморандум о взаимопонимании — мирное соглашение между правительством МПЛА и движением УНИТА.
После гибели Савимби новые руководители УНИТА во главе с Паулу Лукамбой и Исайашем Самакувой пошли на компромисс с правительством и приняли его на условиях правящей МПЛА. Отличием Жералду Сашипенгу Нунды стало то, что главный комиссар УНИТА не заключил компромисс, а просто перешёл на сторону властей, причём сделал это почти десятилетием ранее.
В 50-летнем возрасте Сашипенгу Нунда получил высшее образование в Университете Агостиньо Нето по курсу социальных наук. В 2009 удостоен степени магистра истории. Автор научной работы по военной истории Анголы.

## Начальник генерального штаба
5 октября 2010 года президент Анголы Жозе Эдуарду душ Сантуш назначил Жералду Сашипенгу Нунду начальником генерального штаба ФАА (вместо Франсишку Фуртадо). Это решение вызвало большой резонанс — впервые на один из высших военных постов назначался бывший соратник Савимби. Предполагалось, что сделан демонстративный жест в адрес лояльных овимбунду и ветеранов УНИТА. Отмечалось также, что ведущие силовики из президентского окружения, в том числе влиятельный генерал Виейра, «нормально» восприняли назначение. В то же время радикальный деятель УНИТА Абилио Камалата Нума отнёсся к нему негативно.
Своей главной задачей Сашипенгу Нунда назвал «умиротворение Кабинды» (подавление сепаратистского повстанческого движения, во время гражданской войны являвшегося союзником УНИТА). Он перечислил и такие направления, как обеспечение политической стабильности, улучшение работы военных учреждений — от казарм и учебных центров до госпиталей и тюрем, военное сотрудничество с Гвинеей-Бисау и Кабо-Верде. В октябре 2013 Сашипенгу Нунда провёл переговоры с министром обороны КНР Чан Ваньцюанем.
Своеобразное впечатление производило присутствие Сашипенгу Нунды на церемониальных мероприятиях с представителями Кубы — военными противниками УНИТА в 1970—1980-х годах. В декабре 2010 Сашипенгу Нунда участвовал в отмечании дня кубинской армии и говорил об анголо-кубинской дружбе и сотрудничестве, в том числе военном.
В своих выступлениях Сашипенгу Нунда подчёркивал лояльность душ Сантушу как президенту и верховному главнокомандующему. На посту начальника генштаба он препятствовал расследованию убийства оппозиционера Исайаша Кассуле. Он также способствовал переводу военных на полицейскую службу.
29 мая 2015 президент душ Сантуш издал указ о переназначении Сашипенгу Нунды на пост начальника генштаба ФАА.

## Отстранение и дипломатическое назначение
В 2017 году президентом Анголы стал Жуан Лоренсу. Вопреки первоначальным ожиданиям, новый глава государства повёл жёсткую кампанию против прежнего правящего клана и назначенцев душ Сантуша, в том числе в генералитете ФАА. 23 апреля 2018 Лоренсу отстранил Сашипенгу Нунду от должности начальника генштаба (его сменил генерал Антониу Эгиду ди Соза Сантуш).
Прокуратура выдвигала против Сашипенгу Нунды коррупционные обвинения. Он подозревался в причастности к многомиллиардной афере с хищениями и отмыванием денег. Но обвинения были официально сняты сняты за отсутствием доказательств. Генеральный прокурор Элдер Фернанду Питта Грош принёс извинения Сашипенгу Нунде. Эта ситуация была воспринята как «неуклюжая» и «бросающая тень на борьбу Лоренсу с коррупцией».
Жералду Сашипенгу Нунда был уволен с военной службы, но переведён на дипломатическую. 15 января 2020 назначен послом Анголы в Великобритании, 27 февраля 2020 принят королевой в Букингемском дворце. Отмечалось, что Елизавета II и Сашипенгу Нунда обменялись рукопожатием без перчаток, несмотря на коронавирусные предосторожности.